# Kiyohiko Azuma
Kiyohiko Azuma (東清彦 o あずまきよひこ, Azuma Kiyohiko, nascut el 27 de maig de 1968 en Takasago, Prefectura de Hyōgo) és un mangaka japonès i un il·lustrador. Als seus mangues escriu el seu nom en formes hiragana, el que ha portat alguna gent a confondre'l amb una xica (com no hi ha manera de saber si al final del seu nom és el femení -ko o el masculí o -hiko). Ha usat el pseudònim de Joji Jonokuchi (序ノ口譲二, Jonokuchi Jōji) en el seu manga H. Es va graduar en l'Institut de l'est de Kakogawa en Kakogawa i en la Universitat de disseny de Kobe.
El seu treball més conegut és Azumanga Daioh (あずまんが大王). Entre altres treballs, es pot destacar un "doujinshi" de Tenchi Muyo!, actualment (2005), està treballant en el manga, "Yotsuba!" (よつばと!, Yotsuba to!)
L'estil de Kiyohiko en el dibuix és únic i es troba desconnectat del shojo i el shonen dels anys 1990. El seu treball original es desvia de les línies estàndards del manga, eixint de la ciència-ficció i fent les seues històries ambientades al món real.

## Obres

### Manga
- Inma no Ranbu (1997, per a adults)
- "Try! Try! Try!" (1998, 2001)
- Wallaby (1998 - 2000)
- Azumanga Daioh (1999 - 2002)
- Azumanga Ohdama (あずまんが大玉, Azumanga Ōdama) (1999) (una història paral·lela a Azumanga Daioh protagonitzada per Mr. Kimura)
- Yotsuba&! (2003 -)

### Antologies
- Azumanga: Kiyohiko Azuma Anthology (あずまんが あずまきよひこ作品集, Azumanga: Azuma Kiyohiko Sakuhinshū) (1998)
- Azumanga 2: Kiyohiko Azuma Anthology (あずまんが2 あずまきよひこ作品集, Azumanga 2: Azuma Kiyohiko Sakuhinshū) (2001)
- Azumanga Recycle (あずまんがリサイクル, Azumanga Risaikuru) (2001)

### Disseny de personatges
- Mai Maino (舞野舞), un personatge de Queen of Duelists: Sidestory α+ (クイーン・オブ・デュエリスト外伝α＋, Kuīn obu Dyuerisuto Gaiden arufa purasu) (videojoc per a adults, 1994) *debut
- MILLION FEVER (videojoc, per a adults, 1994)
- Hikaru's Exchange (ひかるEXCHANGE, Hikaru Exchange) (videojoc, per a adults)
- Magical Play (anime, 2001–2002)

### Il·lustracions
- Leaf Fight TCG com un dels artistes principals
- Aquarian Age TCG